# کن فلچر (بازیکن فوتبال، زاده۱۹۳۱)
کن فلچر (انگلیسی: Ken Fletcher؛ ۳۱ دسامبر ۱۹۳۱ – ۱۳ اکتبر ۲۰۱۱) بازیکن فوتبال بود.
از باشگاه‌هایی که در آن بازی کرده‌است می‌توان به باشگاه فوتبال پرسکوت کابلس و باشگاه فوتبال اورتون اشاره کرد.